# واسیل ورخوینتس
واسیل میکولایوویچ ورخوینتس (به انگلیسی: 'Vasyl' Mykolayovych Verkhovynets) (زادهٔ ۱۸۸۰ میلادی – درگذشتهٔ ۱۹۳۸ میلادی) بازیگر، رهبر ارکستر، آهنگساز، مدرس صدا، موسیقی‌شناس آماتور، استاد باله، طراح رقص و قوم‌شناس‌رقص بود. او به دلیل تغییر اساسی مسیر رقص اوکراینی با ابداع روشی برای آوانویسی رقص بر روی کاغذ، ضبط رقص‌های سنتی از روستاهای متعدد، برپایی رقص‌ بر روی صحنه، و پرورش نسل‌هایی از محققان و تمرین‌کنندگان رقص اوکراینی اعتبار دارد. او همچنین بنیانگذار هوپاک سه بخشی مدرن بود.

## فعالیت‌ها

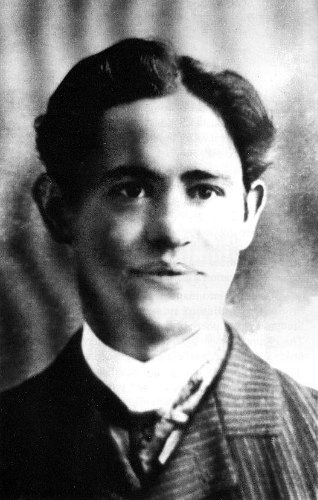
جوانی واسیل ورخوینتس

واسیل ورخوینتس با نام اصلی «واسیل کوستیو» (به انگلیسی: Vasyl' Kostiv) در میزون در ۵ ژانویه ۱۸۸۰ میلادی به دنیا آمد. کارهای اولیهٔ ورخوینتس مستلزم گردآوری رفتارهای روستایی معتبر در سراسر اوکراین مرکزی و ساخت رقص‌هایی بود که سنن فرهنگی اوکراین را با دقت بیشتری نشان می‌داد. با این حال، پیشرفت او نشان داد که رقص صحنه‌ای اوکراینی می‌تواند به عنوان یک هنر نمایشی متمایز، در قالب رقص کنسرت وجود داشته باشد. او و شاگردش واسیل آورامنکو شروع به اجرای نمایش‌هایی در سراسر غرب اوکراین کردند و گروه‌هایی از رقصندگان را در روستاهای دیگر تشکیل دادند.
در بهار ۱۹۳۵ میلادی، سازمان اتحاد-تام روابط فرهنگی با کشورهای خارجی موافقت کرد که هیئتی را به اولین جشنوارهٔ بین‌المللی رقص فولکلور در لندن بفرستد. ورخوینتس با لئونید ژوکوف از اُپرا و بالهٔ تی. شوچنکو کی‌یف و رقصندگان حرفه‌ای از خانه‌های اُپرای کی‌یف و خارکیف در ساخت سوئیتی به نمایندگی از جمهوری شوروی سوسیالیستی اوکراین کار کردند. ورخوینتس به نوبهٔ خود رقصی را طراحی کرد که به «هوپاک لندن» معروف شد (به اوکراینی: лондонський гопак): این یک رقص ۳ بخشی بود که بخش اول از یک رقص مردانه تشکیل شده بود (مثل رقص اصلی کوزاک)؛ بخش دوم، بخش آهسته‌تری که فقط توسط زنان رقصیده می‌شد؛ و در نهایت بخش سوم یک پایان هیجان‌انگیز با رقصنده‌های زن و مرد که صحنه را به اشتراک می‌گذاردند. این رقص همراه با اضافه شدن ژوکوف، در آن تابستان جایزهٔ اول جشنواره را از آن خود کرد. هوپاک ۳ بخشی بعداً در سپتامبر در اوکراین به عنوان بخشی از اُپرای زاپوروژیان آن‌سوی دانوب تکرار شد. قالب ۳ بخشی هوپاک متعاقباً توسط بسیاری از گروه‌های رقص فولکلور حرفه‌ای که در طول سال‌ها رقص خود را از هوپاک طراحی کرده بودند، پذیرفته و مورد استقبال قرار گرفت.
ورخوینتس سطح حرفه‌ای آموزش در هنر را به عنوان عضوی از گروه تئاتر مایکولا سادوفسکی کسب کرده بود، که خود سطح برجسته‌ای از رقص فولکلور را در تولید درام‌های خود بر اساس مضامین عامیانهٔ اوکراینی گنجانده بود. در حین سفر با گروه تئاتر در اوکراین مرکزی، ورخوینتس هر زمان که می‌توانست، از روستاهای اطراف شهرهایی که در آن‌ها اجرا داشتند، بازدید می‌کرد تا در مورد رقص‌های سنتی روستاها یاد بگیرد و آثار آن‌ها را ضبط کند. کتاب برجستهٔ او که بر اساس این تحقیق استوار است، نظریهٔ رقص فولکلور اوکراین (به اوکراینی: Teopiя Українського Hapoднoго Taнкa) (۱۹۱۹ میلادی)، برای اولین بار مراحل و اصطلاحات مختلف را که اکنون توسط همهٔ دانشجویان معاصر رقص اوکراینی به رسمیت شناخته شده‌است، گردآوری کرد. همچنین ماهیت رقص فولکلور اوکراین را با برپایی رقص روی صحنه (با نشستن تماشاگران در جلو، دو بال و یک پس‌زمینه) تغییر داد و روشی برای آوانویسی رقص‌های فولکلور ارائه کرد که بعداً در سراسر جهان مورد استفاده قرار گرفت. کتاب او که بعدها در سراسر اتحاد جماهیر شوروی مورد استفاده قرار گرفت؛ از آن زمان تاکنون پنج بار تجدید چاپ شده‌است (آخرین بار در سال ۱۹۹۰ میلادی) و به عنوان یک متن آموزشی پایه برای رقص اوکراینی باقی‌مانده‌است.
تاریخچهٔ رقص اوکراینی در این مرحله از حرفهٔ واسیل ورخوینتس متفاوت است. به دلیل عواقب پس از انقلاب روسیه، به‌طور همزمان هم در اوکراین و هم در خارج از پردهٔ آهنین برای بیش از ۴۰ سال رقص اوکراینی توسعه یافت. در اوکراین، ورخوینتس همچنان درگیر آموزش نسل بعدی رقصندگان بود، در حالی که در خارج از اوکراین واسیل آورامنکو، بر اساس آثار ورخوینتس، شکلی هنری را در دیاسپورای اوکراینی توسعه می‌داد.

## دیگر منابع

##### به انگلیسی
- Shatulsky, Myron (1980). The Ukrainian Folk Dance, Kobzar Publishing Co. Ltd. ISBN 0-9692078-5-9.
- Zerebecky, Bohdan (1985). Ukrainian Dance Resource Booklets, Series I-IV, Ukrainian Canadian Committee, Saskatchewan Provincial Council.

##### به اوکراینی
- Avramenko, Vasyl (1947). Ukrainian National Dances, Music, and Costumes, National Publishers, Ltd.
- Humeniuk, Andriy (1962). Ukrainian Folk Dance, Academy of Sciences Ukrainian of the SSR.
- Humeniuk, Andriy (1963). Folk Choreographic Art of Ukraine, Academy of Sciences of the Ukrainian SSR.
- Verkhovynets’, Vasyl’ (1912). Ukrainian Wedding.
- Verkhovynets’, Vasyl’(1919). Theory of Ukrainian Folk Dance.
- Verkhovynets’, Vasyl’ (1925). Vesnyanochka State Publishers of the Ukraine.
- Verkhovynets’, Yaroslav (1963). Biographical outline of Vasyl' Verkhovynets' in the third edition of Theory of Ukrainian Folk Dance, State Publishers of Pictorial Art and Musical Literature.